# Potaro River
Potaro River är en flod i Guyana. Den är belägen i regionen Potaro-Siparuni, i den centrala delen av landet, 180 km sydväst om huvudstaden Georgetown.
Tropiskt regnskogsklimat råder och årsmedeltemperaturen är 21 °C. Den varmaste månaden är september, då medeltemperaturen är 24 °C, och den kallaste är juli, med 19 °C. Genomsnittlig årsnederbörd är 2 782 millimeter. Den regnigaste månaden är maj, med i genomsnitt 426 mm nederbörd, och den torraste är september, med 67 mm nederbörd.